# داني بوتر
داني بوتر (بالإنجليزية: Danny Potter)‏ (18 مارس 1979 في المملكة المتحدة - ) هو لاعب كرة قدم بريطاني في مركز حراسة المرمى. لعب مع إيستبورن بوروه وستيفيناغ بوروه وكامبريدج يونايتد وكولتشستر يونايتد ونادي إكزتر سيتي ونادي توركي يونايتد ونيوبورت كونتي وكانفي آيلاند ونادي تشيلمسفورد وStaines Town F.C. ‏ ونادي ويموث ونادي ليستون.

## وصلات خارجية
- داني بوتر على موقع قاعدة بيانات كرة القدم.إي يو (الإنجليزية)
- داني بوتر على موقع Soccerbase.com (لاعب) (الإنجليزية)